# Сарбка (Чарнковсько-Тшцянецький повіт)
Сарбка (пол. Sarbka, нім. Neusarben) — село в Польщі, у гміні Чарнкув Чарнковсько-Тшцянецького повіту Великопольського воєводства.
Населення — 289 осіб (2011).
У 1975-1998 роках село належало до Пільського воєводства.

## Демографія
Демографічна структура станом на 31 березня 2011 року:
|          | Загалом | Допрацездатний вік | Працездатний вік | Постпрацездатний вік |
| -------- | ------- | ------------------ | ---------------- | -------------------- |
| Чоловіки | 152     | 43                 | 95               | 14                   |
| Жінки    | 137     | 22                 | 81               | 34                   |
| Разом    | 289     | 65                 | 176              | 48                   |